# 多伊瑟尔巴赫
多伊瑟尔巴赫是德国莱茵兰-普法尔茨州的一个市镇。总面积4.03平方公里，总人口251人，其中男性114人，女性137人（2011年12月31日），人口密度62人/平方公里。